# デイヴィッド・R・ホルジンガー
デイヴィッド・R・ホルジンガー（David R. Holsinger, 1945年12月26日 - ）は、アメリカ合衆国の作曲家。主として吹奏楽向けの楽曲で知られる。

## 来歴
ミズーリ州ハーディン出身。ハーディン・セントラル高校、セントラル・メソジスト大学、セントラル・ミズーリ大学およびカンザス大学卒業。現在、テネシー州クリーブランドのリー大学吹奏楽団で指揮者を務める。また、一時期教会の専属作曲家を務めたことがあり、このことが作風に影響を及ぼしている。

## 作風
ホルジンガーの楽曲の多くは、活発で動的な雰囲気が特徴である。彼は拍子記号の変化を頻繁に用いて、豊かなリズムの効果を出している。彼の作品である「春になって、王達が戦いに出るに及んで」では、もともと風変わりな拍子記号に加えて、付加拍子（additive meter,不規則に細分化された拍子）すら用いられている。

## 作品
- アブラムの追跡 （Abram's Pursuit）
- 大空への挑戦 （To Tame the Perilous Skies）
「危険な空を制圧するために」と表記されることもある。
- 古代の聖歌と祝祭の舞曲 （On Ancient Hymns and Festal Dances）
- スクーティン・オン・ハードロック〜3つの即興的ジャズ風舞曲〜 （Scootin' on Hardrock (Three Short Scat-Jazzy Dances)）
- 春になって、王達が戦いに出るに及んで （In the Spring, at the Time When Kings Go Off to War）
- バレエ・サクラ（祭礼の舞） （Ballet Sacra）
- ヘイヴンダンス （Havendance）
ホルジンガーの娘ヘイヴンにちなんだ楽曲。
- ヘブロンにひとを集めて （The Gathering of the Ranks at Hebron）
- モーゼの歌 （A Song of Moses）